# Landkreis Hammelburg
Der Landkreis Hammelburg gehörte zum bayerischen Regierungsbezirk Unterfranken. Vor dem Beginn der bayerischen Gebietsreform am Anfang der 1970er Jahre umfasste der Landkreis 35 Gemeinden.

## Geographie

### Wichtige Orte
Die einwohnerstärksten Gemeinden waren Hammelburg, Euerdorf und Sulzthal.

### Nachbarkreise
Der Landkreis grenzte im Uhrzeigersinn 1972 im Norden beginnend an die Landkreise Bad Brückenau, Bad Kissingen, Schweinfurt, Karlstadt und Gemünden am Main.

## Geschichte

### Bezirksamt
Das Bezirksamt Hammelburg wurde im Jahr 1862 durch den Zusammenschluss der Landgerichte älterer Ordnung Euerdorf und Hammelburg gebildet.
Anlässlich der Reform des Zuschnitts der bayerischen Bezirksämter trat das Bezirksamt Hammelburg am 1. Januar 1880 Gemeinden an das Bezirksamt Kissingen ab.

### Landkreis
Am 1. Januar 1939 wurde im Deutschen Reich die einheitliche Bezeichnung Landkreis eingeführt. So wurde aus dem Bezirksamt der Landkreis Hammelburg.
Am 21. September 1943 wurde der Landkreis Hammelburg um die Gemeinde Bonnland des Landkreises Karlstadt vergrößert. Diese wurde aufgelöst und in den Heeresgutsbezirk Hammelburg eingegliedert (vgl.: Truppenübungsplatz Hammelburg). Am 1. April 1949 wurde sie aus dem aufgelösten Heeresgutsbezirk Hammelburg des Landkreises Hammelburg ausgegliedert und als selbstständige Gemeinde im Landkreis Karlstadt wiedererrichtet.
Am 1. Juli 1972 wurde der Landkreis Hammelburg im Zuge der Gebietsreform in Bayern aufgelöst. Die Gemeinden Greßthal und Wasserlosen kamen zum Landkreis Schweinfurt. Das übrige Kreisgebiet wurde zusammen mit dem Landkreis Bad Brückenau, der kreisfreien Stadt Bad Kissingen, Gebietsteilen des Landkreises Gemünden am Main sowie zwei Gemeinden des Landkreises Karlstadt dem Landkreis Bad Kissingen zugeschlagen.

## Einwohnerentwicklung
| Jahr | Einwohner | Quelle |
| ---- | --------- | ------ |
| 1864 | 21.931    | [ 6 ]  |
| 1885 | 20.529    | [ 7 ]  |
| 1900 | 19.467    | [ 8 ]  |
| 1910 | 19.957    | [ 8 ]  |
| 1925 | 20.906    | [ 9 ]  |
| 1939 | 19.201    | [ 10 ] |
| 1950 | 28.012    | [ 11 ] |
| 1960 | 25.200    | [ 12 ] |
| 1971 | 27.700    | [ 13 ] |

## Gemeinden
Der Landkreis Hammelburg umfasste bis zur Gebietsreform 35 Gemeinden. Die Gemeinde Hundsfeld musste dem Truppenübungsplatz Hammelburg weichen und wurde 1943 aufgelöst.

Landkreis Hammelburg, Gemeindegrenzenkarte von 1961

| Stadt - Hammelburg Märkte - Euerdorf - Sulzthal Weitere Gemeinden - Aura an der Saale - Diebach - Dittlofsroda - Elfershausen - Engenthal - Feuerthal - Frankenbrunn - Fuchsstadt - Greßthal - Hetzlos - Hundsfeld - Langendorf - Machtilshausen | - Morlesau - Obererthal - Obereschenbach - Oberthulba - Pfaffenhausen - Ramsthal - Reith - Schwärzelbach - Thulba - Trimberg - Untererthal - Untereschenbach - Völkersleier - Waizenbach in Mainfranken - Wartmannsroth - Wasserlosen - Westheim - Windheim - Wirmsthal - Wittershausen |

## Kfz-Kennzeichen
Am 1. Juli 1956 wurde dem Landkreis bei der Einführung der bis heute gültigen Kfz-Kennzeichen das Unterscheidungszeichen HAB zugewiesen. Es wurde bis zum 28. April 1973 ausgegeben. Seit dem 10. Juli 2013 ist es im Landkreis Bad Kissingen aufgrund der Kennzeichenliberalisierung wieder erhältlich.